# Centro de Estudos sobre o Federalismo
O Centro de Estudos sobre o Federalismo foi criado em novembro de 2000 para desempenhar atividades de estudo e pesquisa sobre o federalismo enquanto fenômeno teórico e prático referente ao universo das doutrinas políticas e dos sistemas institucionais do Estado moderno. Com base nesses critérios, o foco do CSF é a dimensão infranacional, macrorregional e mundial do federalismo e, em particular, o fenômeno das integrações regionais na era da globalização, focalizando especialmente a Europa, sua história, suas civilizações, seu caminho rumo à unidade e as perspectivas da Europa para o futuro.

## Sede e organização
O CSF, com sede junto ao Collegio Carlo Alberto de Turim (Itália), é um órgão de pesquisa nascido da colaboração entre as Universidade de Pavia, Universidade de Turim e a Compagnia di San Paolo, às quais se uniu mais tarde a Universidade de Milão. O Instituto de pesquisa piemontês tem por finalidade – conforme consta em seu estatuto – promover e coordenar atividades de pesquisa científica no campo dos estudos sobre o federalismo e – além de cooperar com as universidades associadas e com outros institutos universitários e centros de pesquisa italianos e internacionais – também colabora com órgãos privados e públicos interessados em desenvolver um mais amplo conhecimento e uma maior implementação do federalismo.
O CSF é gerido por um Conselho Diretivo, órgão deliberante que atua com competências na área científica e  financeira, que conta com a colaboração de uma Junta, de um Colégio de auditores e de um Comitê científico formado por especialistas de renome internacional atuantes no campo dos estudos sobre o federalismo. Uma equipe organizacional e um time de pesquisadores procedentes de várias universidades e de vários âmbitos da pesquisa, entre os quais direito, economia, história, ciências políticas e sociais integram a estrutura. O CSF também conta com uma biblioteca própria, com um acervo de 12.000 volumes, e com uma hemeroteca com aproximadamente 70 revistas atuais e 500 históricas, e com alguns fundos de arquivo: o arquivo do CIME – Conselho Italiano do Movimento Europeu, e o regesto online do Fundo Altiero Spinelli, cujos documentos se encontram, porém, junto aos Arquivos Históricos da União Europeia de Florença.

## Atividade de Pesquisa
O CSF visa principalmente divulgar os inúmeros aspetos relativos ao federalismo, favorecer o debate público através da publicação de estudos e pesquisas sobre o tema, incentivando pesquisadores e intelectuais para que contribuam à discussão sobre as questões europeias e internacionais. Os documentos produzidos graças à atividade de pesquisa (Research papers) são voltados para o mundo acadêmico, embora contenham e discutam temas muito atuais que podem despertar o interesse dos meios diplomáticos, do mundo político e das diversas áreas profissionais.
A atividade de pesquisa do CSF reúne também diversos projetos editoriais, aprofundamentos temáticos, monitoramento e observação de alguns fenômenos globais ligados aos processos federativos, à integração regional e à democracia internacional. Entre eles:
- Perspectives on Federalism: revista online cujo objetivo é a realização de um fórum aberto ao debate sobre o federalismo em todos os níveis de governo: subnacionais, nacionais e supranacionais, tanto regionais como mundial.[3]
- Bibliographical Bulletin on Federalism: editado online três vezes ao ano, oferece uma ampla gama de artigos sobre o federalismo, publicados em aproximadamente 700 revistas científicas em italiano, inglês, francês, alemão e espanhol.[4]
- International Democracy Watch: portal cujo objetivo é recolher, comparar e analisar um conjunto de dados para verificar a evolução da democracia nas instituições internacionais; medindo os avanços através de um monitoramento constante.
- Quadro operacional da Política de Segurança e Defesa Comum: pesquisa que visa oferecer informações úteis para uma análise comparada das operações militares, civis e de polícia promovidas pela UE no âmbito da PSDC a partir de 2003.[5]
- Observatório sobre o Federalismo Fiscal: espaço dedicado ao aprofundamento dos avanços alcançados pelo processo de reestruturação do sistema de finanças públicas na Itália e das consequências da reforma constitucional em matéria de federalismo fiscal.[6]

## Atividades Culturais
O CSF também organiza encontros e seminários em colaboração com outros institutos e órgãos dedicados ao aprofundamento de determinados temas ou à apresentação de publicações, algumas das quais editadas pelo próprio Centro de Estudos. O evento mais significativo do ponto de vista acadêmico é a Lecture Altiero Spinelli, evento anual durante o qual é apresentada uma aula magistral por um especialista de renome internacional sobre um tema referente à Europa e ao federalismo. A Lecture nasceu como tributo a Altiero Spinelli, um dos pais do federalismo europeu, e tem se tornado um evento dedicado aos temas relativos ao processo de integração europeia.
Entre as atividades de formação promovidas pelo centro, está o curso de pós-graduação “Law and Business”, organizado em colaboração com o Instituto Universitário de estudos europeus  (IUSE) de Turim, dedicado ao aprofundamento de questões jurídicas e econômicas relativas ao mercado interno da União Europeia.

## Note
1. ↑  Arquivos Históricos da União Europeia
2. ↑  Research Papers
3. ↑  Perspectives on Federalism
4. ↑  Bulletin on Federalism
5. ↑  Operações de PSDC
6. ↑  Observatório sobre o Federalismo Fiscal
7. ↑  Organismos e institutos de pesquisa que colaboram com a CSF
8. ↑  "Collana Studi" CSF
9. ↑  Lecture Altiero Spinelli
10. ↑  L&B
11. ↑  IUSE

## Itens relacionados
- Altiero Spinelli
- Federalismo fiscal
- Federação
- História da União Europeia
- Ventotene Manifesto
- Política de Defesa e de Segurança Comum
- Política Externa e de Segurança Comum da União Europeia
- União Europeia